# La Joséphine està embarassada
La Joséphine està embarassada (títol original en francès, Joséphine s'arrondit) és una pel·lícula francesa del 2016 dirigida per Marilou Berry. És la continuació de Joséphine del 2013, una adaptació de la sèrie de còmics homònima de Pénélope Bagieu. S'ha doblat al català.